# Arròs negre (varietat)
|  | No s'ha de confondre amb Arròs negre. |

L'arròs negre, també conegut com a arròs morat, arròs porpra o arròs prohibit, és una gamma de tipus d'arròs de l'espècie Oryza sativa, alguns dels quals són arròs glutinós. Té el seu origen a l'antiga Xina i el seu consum estava reservat a l'aristocràcia, cosa que el feia "prohibit" per a la resta de la població.
Actualment hi ha diverses varietats d'arròs negre disponibles. Aquests inclouen l'arròs negre d'Indonèsia; l'arròs negre balatinaw i l'arròs glutinós negre pirurutong d'herència filipí, i l'arròs negre gessamí tailandès. També es coneix com chak-hao a Manipur (Índia) i com a kavuni arisi o "arròs kavuni" a Tamil Nadu (Índia).
La pellofa de segó (la capa més externa) de l'arròs negre conté un dels nivells més alts de pigment d'antocianina que es troben als aliments. El gra té una quantitat similar de fibra a l'arròs integral i, com l'arròs integral, té un gust suau i de nou.
L'arròs negre té un color negre profund i normalment es torna de color porpra profund quan es cuina. El seu color morat fosc es deu principalment al seu contingut en antocianina, que és més gran en pes que el d'altres grans de colors. És adequat per crear farinetes, postres, pastís d'arròs negre tradicional xinès, pa i fideus.
L'arròs negre té un nombre similar de calories a l'arròs blanc o l'integral, però més contingut de proteïnes, ferro, carbohidrats i compostos antioxidants. Això aporta beneficis per a la salut ja que ajuda al manteniment de l'aparell digestiu i de les funcions hepàtiques.